# حسین قاسمی جامی
حسین قاسمی جامی (زاده ۱۳۴۲، تهران) کارگردان و فیلم‌نامه‌نویس سینما و تلویزیون ایرانی است.

## فیلم‌شناسی

### کارگردان

#### سینمایی
- سایه‌های سبز (۱۴۰۰)
- اینجا کجاست؟! (۱۳۹۶)
- پی ۲۲ (۱۳۹۳)
- پیتزا مخلوط (۱۳۸۹)
- خروس بی‌محل (۱۳۸۸)
- زمزمه بودا (۱۳۸۶)
- آزادی سرخ (۱۳۸۲)
- پرواز روح (۱۳۷۶)
- یک شب، یک غریبه (۱۳۷۳)
- زیر آسمان (۱۳۷۱)
- چشم شیشه‌ای (۱۳۶۹)
- تا مرز دیدار (۱۳۶۸)

#### سریال
- روزنه‌ای به سپیده (۱۳۷۰)
- سیمرغ (۱۳۷۱)
- حدیث دل (۱۳۷۷)
- بچه‌های بهشت (۱۳۷۷)
- جزیره‌ای در خشکی (۱۳۷۸)
- زمین سبز (۱۳۷۸)
- معما (۱۳۸۲)
- حقیقت (۱۳۹۸)

### نویسنده
- اینجا کجاست؟! (۱۳۹۶)
- پی ۲۲ (۱۳۹۳)
- خروس بی‌محل (۱۳۸۸)
- زمزمه بودا (۱۳۸۶)
- پرواز روح (۱۳۷۶)
- چشم شیشه‌ای (۱۳۶۹)
- تا مرز دیدار (۱۳۶۸)